# جون بايرون (توفي 1600)
     لشخصية أخرى تحمل اسم جون بايرون، طالع جون بايرون(توضيح).

السيد جون بايرون (حوالي 1526 - 1600) رجل نبيل وسياسي وفارس إنجليزي. كان معروفا أيضا بالسيد جون الصغير ذو اللحية العظيمة.
كان ابن السيد جون بايرون (توفي 1567) ووالد السيد جون بايرون (توفي 1623).